# Сантбек, Даниель

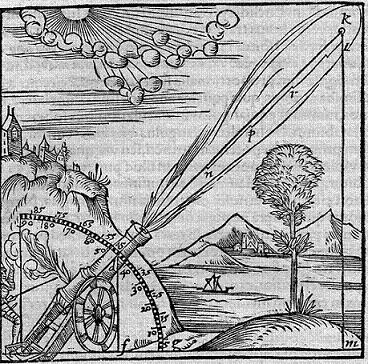
Страница из книги Сантбека «Проблемы астрономии и геометрии» (Problematum astronomicorum et geometricorum)

Даниэль Сантбек англ.  Daniel Santbech; (умер ок. 1561) — голландский математик и астроном. Он принял латинизированное имя Новиомагус, которое происходит от латинского названия города Неймеген (который сами римляне называли Ulpia Noviomagus Batavorum ).

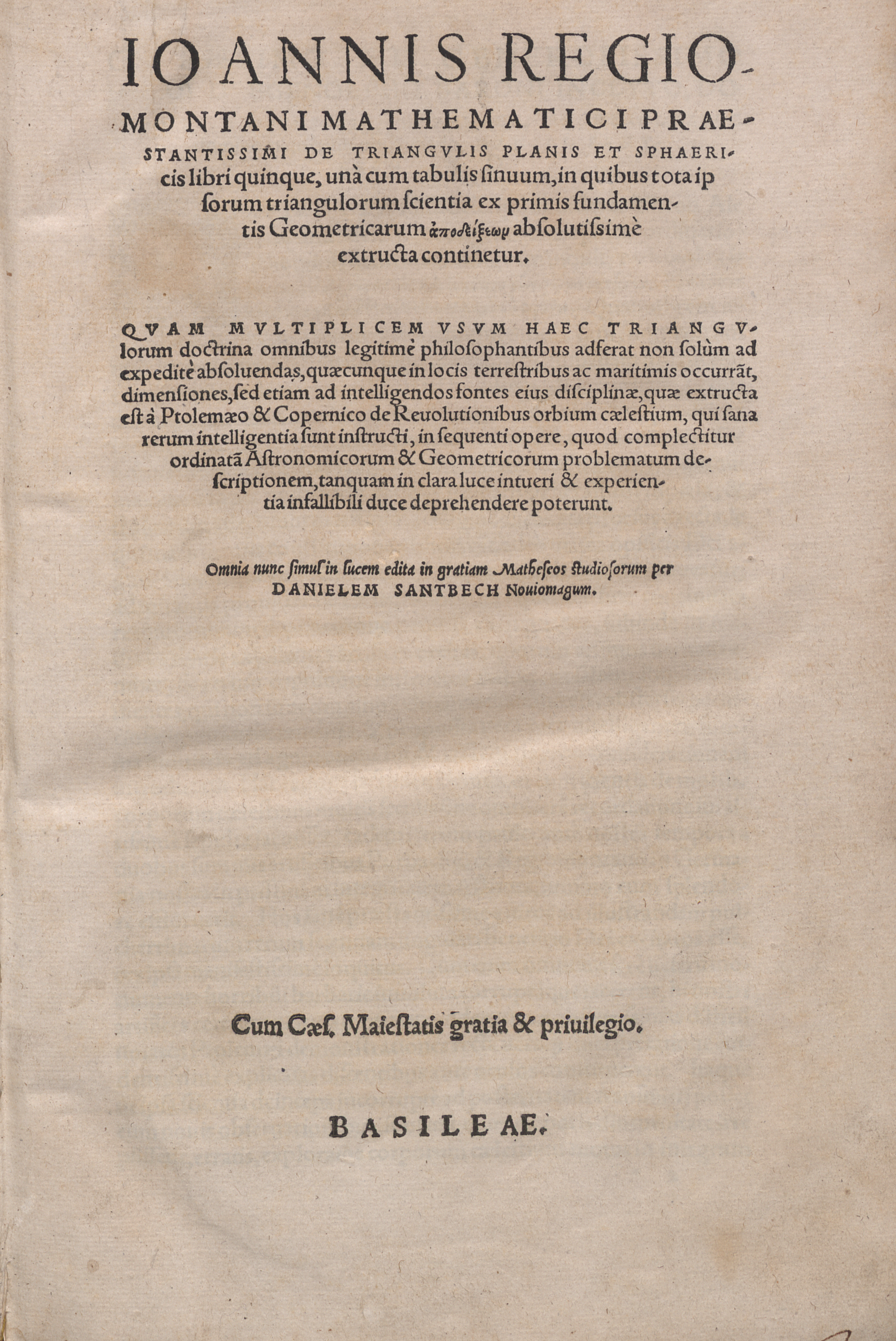
Книга De triangulis planis et sphaericis libri подготовленная к печати Сантбеком

До 1561 года Сантбек собрал, отредактировал и подготовил к печати работы Региомонтана (1436—1476), «лат. De triangulis planis et sphaericis libri» (впервые опубликована в 1533 году) и «лат. Compositio tabularum sinum recto», а также собственную книгу «лат. Problematum astronomicorum et geometricorum sectiones septem». Они были опубликованы в Базеле Генрихом Петри и Петром Перной.
Работы Сантбека были в области исследований астрономии, солнечных часов, межевания и нивелирования для водных путей. Они также включают описания астрономических инструментов, информацию для навигаторов и географов, а также общую информацию об астрономии в первые годы после Николая Коперника.
Сантбек также изучал предмет стрельбы, баллистику как теоретическую, так и практическую, применяемую на войне, а также использовал основы геометрии со ссылками на Евклида и Птолемея. Сантбек, похоже, не знал о подобных исследованиях Никколо Тартальи.
Текст Сантбека включал иллюстрации теоретически вычисленных траекторий. Они были изображены с прямыми углами и прямыми линиями, что позволило ему создать прямоугольный треугольник, из которого значения функций вычислялись с помощью таблицы синусов. Сантбек, конечно же, знал, что истинная траектория пушечного ядра не будет состоять из прямой линии и внезапного падения, но эти изображения должны были помогать математическим вычислениям.
В 1651 году Риччиоли присвоил имя Сантбека кратеру на Луне.